# Ivan Slamnig
Ivan Slamnig (24. června 1930, Metković – 3. července 2001) byl chorvatský básník, prozaik a esejista.

## Život
Slamnig se učil na základní škole v Metkovići a Dubrovníku. V Záhřebu vystudoval gymnázium a později i na Filosofické fakultě Záhřebské univerzity. Později na této univerzitě působil jako profesor srovnávací literatury.
Podobně jako celá řada chorvatských autorů, kteří byli aktivní především po druhé světové válce, i on ve své tvorbě zachytil celou řadu zkušeností z této nelehké epizody národních dějin. Válečné útrapy zcela logicky viděl a popisoval z pozice dítěte. Často užíval ve svých pracích nespisovný jazyk a hru slov; nezřídkakdy přistupoval k tématům komicky, satiricky, nebál se užít ani parodie. Svoji první básnickou sbírku s názvem „Aleja poslije svečanosti“ uveřejnil v roce 1956.
Jeho balada „Barbara“ se stala po zhudebnění v roce 1975 velmi populární. Dodnes se považuje za nejvýznamnější autorovo dílo.
Kromě četných básnických sbírek Aleja poslije svečanosti, Odron, Naronska siesta, Pjesme, Dronta i dr.) a prozaických děl (Neprijatelj i Povratnik s Mjeseca) sepsal s Antunem Šoljanem také i kriminalistický román. V prvním postmoderním chorvatském románu, díle „Bolja polovica hrabrosti“ (1972) se soustředil na aktuální problematiku společnosti.
Slamnig sepsal také několik antologií chorvatské literatury. V roce 1992 se také stal řádným členem Chorvatské akademie věd
V roce 1988 byl za celoživotní dílo vyznamenán chorvatskou Cenou Vladimira Nazora.